# Planoterginae
Planoterginae zijn een onderfamilie van krabben (Brachyura) uit de familie Majidae.

## Geslachten
Planoterginae omvat het volgende geslacht:
- Planotergum Balss, 1873